# Ética de la población
La ética de la población es el estudio filosófico de los problemas éticos relacionados con las poblaciones.
También se llama a veces axiología de la población, que es "la teoría de cuando un estado de cosas es mejor que otro, donde los estados de cosas pueden diferir sobre el número de personas que viven en algún momento".
Se trata de los problemas específicos que aparecen cuando no se puede decir que las acciones o políticas afectan a personas individuales, sino que simplemente sustituyen a un grupo de personas por otro. Tales problemas generalmente surgen cuando nuestras acciones afectan a las generaciones futuras. Las perspectivas en la ética de la población incluyen el natalismo (fomentar la maternidad y el crecimiento de la población) y el antinatalismo (que considera el nacimiento como indeseable).
La mayoría de las discusiones sobre ética de la población se han concentrado en cómo evaluar las poblaciones en relación con su bondad, es decir, cómo ordenar a las poblaciones siguiendo las relaciones "es mejor que" y "es tan bueno como". Este campo ha estado plagado de paradojas que pretenden mostrar que nuestras creencias son inconsistentes en aquellos casos en los que varía el número de personas y su bienestar.
La ética de la población es especialmente importante cuando se toman decisiones a gran escala, como las relacionadas con la política climática.